# Яворский, Северин
Севери́н Яво́рский (пол. Seweryn Jaworski; 22 мая 1931, Варшава) — польский диссидент-антикоммунист, активист профсоюза Солидарность. Близкий соратник Ежи Попелушко. Консервативный политик в Третьей Речи Посполитой.

## Работа и партийность
После окончания средней школы работал на заводе электронного оборудования в Мендзылесе. Затем преподавал в судостроительном техникуме Пуцка. Вернувшись в Варшаву, стал воспитателем в колонии для несовершеннолетних. В 1970 поступил на металлургический завод Хута Варшава.
С 1952 по 1956 Северин Яворский состоял в ПОРП. Был исключён за поддержку Познанского восстания.

## Радикал «Солидарности»
В августе 1980 Северин Яворский активно присоединился к забастовочному движению. Был одним из организаторов забастовки металлургов Хута Варшава — первой в польской столице акции солидарности с бастующими рабочими Гданьской судоверфи. Стал председателем заводского забастовочного комитета и заводской Солидарности. С сентября 1980 являлся заместителем председателя «Солидарности» столичного Мазовецкого региона. Отвечал за социальные вопросы и сотрудничество с католической церковью. Тесно сотрудничал с капелланом «Солидарности» Ежи Попелушко.
Северин Яворский придерживался радикальных антикоммунистических взглядов, принадлежал к «фундаменталистам Солидарности». Выступал за последовательную конфронтацию с ПОРП и правительством ПНР. В сентябре 1981 присоединился к Клубам службы независимости — консолидации национал-католического крыла профсоюза.
В ноябре 1981 Яворский поддержал оккупационную забастовку курсантов варшавского Высшего пожарного училища. Организовал рабочую манифестацию в поддержку курсантов. Забастовка была подавлена 2 декабря частями ЗОМО с применением вертолёта.
На заседании президиума «Солидарности» в Радоме 3 декабря 1981 и Всепольской комиссии профсоюза в Гданьске 11—12 декабря Яворский занял максимально жёсткую позицию, призывая к всеобщей забастовке и открытому восстанию.

Смотри, если отступишь, я лично оторву тебе голову!

Северин Яворский — Леху Валенсе

## Преследования и подполье
После введения военного положения 13 декабря 1981 Северин Яворский был интернирован. Содержался в специальных лагерях в Стшебелинко (Вейхеровский повят) и в Бялоленке (Варшава). Вновь арестован 23 декабря 1982 вместе с Яном Рулевским, Марианом Юрчиком, Гжегожем Палькой, Анджеем Гвяздой, Каролем Модзелевским, Анджеем Розплоховским. Вступал в конфликты с тюремной охраной, трижды подвергался избиениям. Подпольная «Солидарность» выпустила в 1984 серию почтовых марок с изображениями политзаключённых, в том числе Северина Яворского.
Группу «фундаменталистов» обвиняли в попытке силового свержения режима ПНР. Однако власти не решились провести показательный процесс, и в июле 1984 Яворский вышел по амнистии.
Северин Яворский руководил подпольной структурой «Солидарности» и Борющейся Солидарностью региона Мазовше. Был одним из ближайших соратников Ежи Попелушко. После убийства Попелушко участвовал в массовой акции на его похоронах. Вступил в Гражданский комитет против насилия. В 1986 вновь арестован и приговорён к двум годам заключения, но через полгода амнистирован.

## В консервативном движении
В 1988 Северин Яворский принял активное участие в новой волне забастовочного движения. Возглавлял забастовку металлургов Хута Варшава. Он резко оосудил переговоры в Магдаленке, не признал решений круглого стола. На первомайском митинге 1989 Яворский обвинил Валенсу в «сговоре с коммунистами» и «диктатуре над профсоюзом». Однако несколько дней спустя Валенса приехал в Варшаву, посетил металлургический завод, раскритиковал Яворского и заручился поддержкой большинства коллектива.
Договорённости с правительством, заключённые «Солидарностью» в 1988—1989, Яворский характеризовал как измену. Выступал против правительства Тадеуша Мазовецкого и «шоковой терапии» Бальцеровича. Вместе с Юрчиком и Гвяздой он организовал профсоюз Солидарность 80. Позиционировался как продолжатель традиции рабочего протеста.
В 1993 Северин Яворский принял участие в создании профсоюза Христианская Солидарность имени Ежи Попелушко. Решительно выступал против приватизации польских предприятий иностранным капиталом. Сотрудничал с Яном Ольшевским. В 1995 стал одним из основателей национал-консервативного Движения польской реконструкции (ROP) Лидером ROP являлся экс-премьер Ян Ольшевский, одним из видных деятелей — бывший антинацистский и антикоммунистический партизан, командир отряда Армии Крайовой, активист Свободы и Независимости Генрик Левчук. Сотрудничество с такими политиками наглядно демонстрировало позиции Яворского.
28 августа 2020 Северин Яворский участвовал в юбилейных торжествах 40-летия «Солидарности». 89-летний Яворский выступил на Хута Варшава.
Северин Яворский олицетворяет в движении «Солидарность» национал-патриотизм, католический консерватизм, радикальный демократизм и пролетарские классовые приоритеты. Его политический стиль всегда отличался прямолинейной бескомпромиссностью и ориентацией на массовое рабочее движение.